# Universe (cançó de Savage Garden)
"Universe" és el cinquè senzill de l'àlbum de debut i epònim de Savage Garden.
El senzill es va llançar el 20 d'octubre de 1997 exclusivament a Austràlia i Nova Zelanda, i fou l'últim extret del disc Savage Garden que es va publicar en ambdós països. Fou emesa en moltes ocasions en emissores de ràdio d'aquesta països i aparegueren en les respectives llistes de senzills, 25 a Nova Zelanda i 26 a Austràlia. També van enregistrar un videoclip de la cançó.
La cara-B "This Side of Me" que apareix en el senzill és aproximadament 20 segons més curta que la que apareix en altres publicacions, però de fet és la versió original de la cançó.

## Llista de cançons
1. "Universe" – 4:21
2. "Love Can Move You" – 4:47
3. "This Side of Me" (versió curta) – 3:51
4. "Universe" (Future of Earthly Delites Mix) – 4:38